# السعودية والتعليم الدولي
السعودية والتعليم الدولي، ساهمت المملكة العربية السعودية في خدمة التعليم على المستوى الإسلامي والعربي والدولي.

## هدف المساهمة
هدفت حكومة المملكة العربية السعودية من خدمة التعليم دوليًا إلى الارتقاء بالإنسان علميًا وثقافيًا في كل بقاع الأرض؛ لذا أقامت المملكة لها في تلك الجهات كيانات علمية أو ثقافية ممثلة في المدارس أو الجامعات أو المراكز الثقافية أو المعاهد أو المكتبات العلمية أو المساجد.
ومن خلال هذه الكيانات يتسلح الإنسان بسلاح العلم وبالتالي يتمكن من مواجهة تحديات العصر والمشاركة بشكل فاعل في بناء الحضارة الإنسانية ؛ لذا كانت المملكة العربية السعودية تساهم في تنفيذ مشروعات علمية ومنشآت علمية في البلاد العربية والإسلامية.

## المشروعات التعليمية السعودية الدولية

### المدارس
- مدرسة الملك فهد العليا بطنجة.
- مدرسة صلاح الدين الأيوبي ببيروت.
- مدرسة الفلاح الإسلامية بكينيا.[2]

### المعاهد
- معهد رأس الخيمة.
- معهد المعلمين بقضاء مرار باليمن.
- معهد جيبوتي.
- معهد موريتانيا للعلوم الدينية.
- دار الحديث الحسينية بالمغرب.
- معهد إعداد الدعاة في مدينة فاس.
- معهد المعلمين في كيبولي.
- معهد العلوم الإسلامية في نواكشوط.
- المعهد الإسلامي العالي في لوغا.
- معهد تدريب المعلمين في تمبكتو.
- المعهد الإسلامي في سيراليون.
- المعهد العربي الإسلامي في طوكيو[3]

### الكليات
- الكلية الزيتونية في تونس.
- كلية الزاهرة في سيريلانكا.
- الكلية الإسلامية بكوريا.[4]

### الجامعات
- المؤسسات الجامعية بفلسطين.
- جامعة فلسطين بالجزائر.
- جامعة أم درمان الإسلامية.
- جامعة الأزهر بمصر.
- جامعة أفريقيا العالمية.
- الجامعة الإسلامية في أوغندا.
- الجامعة الإسلامية في النيجر.
- الجامعة الإسلامية الدولية في إسلام أباد.
- الجامعة الإسلامية يفي حيدر أباد.
- الجامعة الإسلامية في ماليزيا.
- الجامعة الإسلامية في دكا.[5]

## المنح الدراسية للطلاب الأجانب
تهتم المملكة العربية السعودية بنشر التعليم بين أوساط الشباب العربي والإسلامي؛ لذا فقد قدمت عددًا كبيرًا من المنح الدراسية والتدريبية للطلاب العرب والمسلمين، خاصة الذين تعثروا في إكمال مسيرتهم التعليمية في بلادهم لعدم قدرتهم على تحمل تكاليف التعليم المادية أو لعدم وجود جامعات أو معاهد في بلدانهم، فوفرت لهم المملكة مقاعد دراسية في جامعاتها ومعاهدها ليستفيدوا من مختلف العلوم والمعارف.
ومن أكثر الجامعات السعودية التي تستقطب الطلاب العرب والمسلمين الجامعة الإسلامية بالمدينة المنورة، فقد خصصت ما يقراب 85% من مقاعدها للطلاب الحاصلين على المنح الدراسية فيها والقادمين من الدول العربية والإسلامية. إلى جانب تخصيص مقاعد أخرى للطلاب ذاتهم في معاهد وجامعات سعودية أخرى، كما أن المملكة العربية السعودية تتحمل نفقات تعليم الطلاب العرب والمسلمين في جامعات ومعاهد خارج المملكة، وتجاوز العدد التقديري للمنح أكثر من نصف مليون منحة، كما أن المملكة أنفقت ملايين الريالات من أجل دعم المتعلمين ونشر العلم والتعليم لطلاب المنح الدراسية.

## وصلات خارجية
- مشاريع سعودية بـ5 مليارات دولار لدعم التعليم في الدول المحتاجة